# Arcieparchia di Aleppo degli Armeni
L'arcieparchia di Aleppo degli Armeni (in latino Archieparchia Aleppensis Armenorum) è una sede della Chiesa armeno-cattolica in Siria immediatamente soggetta al patriarcato di Cilicia degli Armeni. Nel 2022 contava 5.000 battezzati. È retta dall'arcieparca Boutros Marayati.

## Territorio
L'arcieparchia estende la sua giurisdizione sulla maggior parte dei fedeli armeno-cattolici della Siria.
Sede arcieparchiale è la città di Aleppo, dove si trova la cattedrale di Nostra Signora del Buon Soccorso (Notre-Dame du Bon Secours), inaugurata nel 1840 e conosciuta anche come "Santa Rita".
Il territorio è suddiviso in 4 parrocchie.

## Storia
La serie di vescovi cattolici uniati inizia con Abraham Ardzivian, consacrato vescovo di Aleppo dal patriarca della Chiesa apostolica armena Goughas di Sis, passato in seguito al cattolicesimo, e divenuto nel 1742 primo patriarca della Chiesa armeno-cattolica.
L'eparchia di Aleppo fu elevata al rango di arcieparchia da papa Leone XIII il 3 febbraio 1899 con il breve Quae catholico nomini.
Dal 1992 l'arcieparca governa, in qualità di amministratore apostolico sede vacante et ad nutum Sanctae Sedis, l'eparchia di Kamichlié.
Durante la guerra civile siriana, nel 2012 la sede dell'arcieparchia di Aleppo degli Armeni venne trasferita temporaneamente presso la chiesa della Santa Croce. Il 9 gennaio 2015 la cattedrale di Nostra Signora del Buon Soccorso è stata bombardata in un attacco terroristico; è stata poi restaurata e nuovamente consacrata nel 2019.

## Cronotassi dei vescovi
Si omettono i periodi di sede vacante non superiori ai 2 anni o non storicamente accertati.
- Abraham Ardzivian † (1710 - 1740 nominato patriarca di Cilicia degli Armeni)
- Hagop Hovsepian † (1740 - 1749 nominato patriarca di Cilicia degli Armeni)[2]
  - Mikael Kasparian † (? - 1753 nominato patriarca di Cilicia degli Armeni) (non confermato dal papa)[3][4]
- Kapriel Ghadroul-Avkadian † (1780 - 17 novembre 1810 deceduto)
  - Sede vacante (1810-1813)
- Kapriel Khoudeyd † (3 febbraio 1813 - 10 gennaio 1823 deceduto)
- Abraham Kupélian † (20 luglio 1823 - 15 luglio 1832 deceduto)
- Parsegh Ayvazian † (4 febbraio 1838 - 12 gennaio 1860 deceduto)
- Krikor Balitian † (2 febbraio 1861 - 26 dicembre 1897 deceduto)n
- Avedis Turkian † (6 febbraio 1899 - 20 agosto 1900 deceduto)
- Agostino Sayeghian † (21 marzo 1902 - 1º ottobre 1926 deceduto)
- Giorgio Kortikian † (31 gennaio 1928 - 1º agosto 1933 deceduto)
- Gregorio Hindié † (10 agosto 1933 - 10 maggio 1952 dimesso[5])
- Loudovik Batanian † (6 dicembre 1952 - 25 aprile 1959 eletto vicario patriarcale)
- Georges Layek † (26 agosto 1959 - 15 aprile 1983 deceduto)
- Joseph Basmadjan † (4 luglio 1984 - 11 dicembre 1988 deceduto)
- Boutros Marayati, dal 21 agosto 1989

## Statistiche
L'arcieparchia nel 2022 contava 5.000 battezzati.
| anno | popolazione | popolazione | popolazione | presbiteri | presbiteri | presbiteri | presbiteri                | diaconi | religiosi | religiosi | parrocchie |
| anno | battezzati  | totale      | %           | numero     | secolari   | regolari   | battezzati per presbitero | diaconi | uomini    | donne     | parrocchie |
| ---- | ----------- | ----------- | ----------- | ---------- | ---------- | ---------- | ------------------------- | ------- | --------- | --------- | ---------- |
| 1959 | 12.900      | 1.553.000   | 0,8         | 11         | 11         |            | 1.172                     |         | 2         | 19        | 7          |
| 1970 | 16.000      | 1.600.000   | 1,0         | 11         | 7          | 4          | 1.454                     |         | 4         | 7         | 4          |
| 1980 | 15.600      | ?           | ?           | 14         | 7          | 7          | 1.114                     |         | 7         | 12        | 6          |
| 1990 | 15.000      | ?           | ?           | 14         | 10         | 4          | 1.071                     |         | 4         | 14        | 6          |
| 1999 | 17.000      | ?           | ?           | 8          | 6          | 2          | 2.125                     | 2       | 2         | 7         | 6          |
| 2000 | 17.000      | ?           | ?           | 10         | 8          | 2          | 1.700                     | 2       | 2         | 7         | 6          |
| 2001 | 17.000      | ?           | ?           | 9          | 7          | 2          | 1.888                     | 2       | 2         | 7         | 6          |
| 2002 | 17.000      | ?           | ?           | 10         | 7          | 3          | 1.700                     | 2       | 3         | 7         | 6          |
| 2003 | 17.000      | ?           | ?           | 8          | 6          | 2          | 2.125                     | 2       | 2         | 8         | 6          |
| 2004 | 17.000      | ?           | ?           | 8          | 6          | 2          | 2.125                     | 1       | 2         | 7         | 6          |
| 2005 | 17.000      | ?           | ?           | 9          | 6          | 3          | 1.888                     |         | 3         | 8         | 6          |
| 2009 | 17.500      | ?           | ?           | 9          | 7          | 2          | 1.944                     |         | 2         | 6         | 6          |
| 2012 | 18.000      | ?           | ?           | 12         | 10         | 2          | 1.500                     |         | 2         | 7         | 6          |
| 2015 | 10.000      | ?           | ?           | 10         | 10         |            | 1.000                     |         |           | 6         | 4          |
| 2018 | 5.000       | ?           | ?           | 9          | 7          | 2          | 555                       | 1       | 2         | 4         | 3          |
| 2020 | 5.000       | ?           | ?           | 8          | 6          | 2          | 625                       | 1       | 2         | 3         | 4          |
| 2022 | 5.000       | ?           | ?           | 7          | 5          | 2          | 714                       | 1       | 2         | 2         | 4          |